# 過海隧道巴士168R線
過海特別巴士路線168R，由九巴獨營，由會展站單向前往元朗（西），取道紅磡海底隧道、大欖隧道及元朗公路直達元朗市。
此路線只在香港書展舉行期間之星期五及六晚上「夜書市」將近結束時提供服務，方便市民直接返回元朗，而無需步行至軒尼詩道乘搭968線。其行車路線介乎海底隧道至元朗之間的一段與N368線完全相同，但並不停靠海底隧道收費廣場、美孚站、大欖隧道轉車站及凹頭。
有別於其餘兩條書展特別路線，168R線乃由九巴獨自經營；而此路線使用常規路線的灣仔（會展新翼）總站（近金紫荊廣場），且於博覽道東近會議道設站，亦是與111R路線不同之處。

## 歷史
- 2017年7月21日：168R線首次提供服務。[1][2]
- 2017年7月24日：香港書展前一日受到熱帶氣旋洛克襲港影響一度暫停開放，貿發局決定延長當天開放時間至23:00。九巴當晚額外加開由灣仔會展總站開出的22:30及23:00班次。[3][4]
- 2018年7月20日：有乘客向報館投訴，當晚其中一班由高級車務主任駕駛的班次[5]駛過紅磡海底隧道後，竟改道公主道和龍翔道而不經西九龍走廊駛往元朗。九巴回覆指正調查有關個案，並向受影響乘客致歉，表示如有車長違反工作指引，會作出適當的紀律處分。[6]
- 2019年7月19日：改由會議道近灣仔碼頭開出，開出後改經會議道西行、龍和道、分域碼頭街、告士打道及菲林明道返回會議道東行原線往元朗。
- 2022年7月22日：改由會展站開出[7]。
- 2023年4月14日：增設中環海濱大型活動散場特別服務

## 服務時間及班次
- 此路線只在香港書展期間的星期五及星期六行走，由灣仔會展開：23:00、23:30、00:00

附註
- 巴士公司有可能因應乘客需求及書展開放時間而調整班次、提早頭班車時間及於其他日子提供額外服務。

## 收費
全程收費：$39.9
| - 本線設有12歲以下小童及65歲或以上長者半價優惠。 - 65歲或以上香港居民使用「樂悠咭」，以及12歲以下合資格殘疾兒童使用「殘疾人士身份」個人八達通繳付車資，均可享有每程$2.0或半價（以較低者為準）的票價優惠；12至64歲合資格殘疾人士使用「殘疾人士身份」個人八達通（包括「樂悠咭」），以及60至64歲香港居民使用「樂悠咭」繳付車資，均可享有每程$2.0或全費（以較低者為準）的票價優惠。 - 65歲或以上長者如使用長者或一般個人八達通繳付車資，則只可享有半價優惠；12至64歲合資格殘疾人士如不使用「殘疾人士身份」個人八達通，以及60至64歲人士如不使用「樂悠咭」繳付車資，必須繳付全費。 - 乘客可以現金或八達通於上車時付款，不設找續。 - 每位成人乘客可免費攜帶最多兩名4歲以下而不佔座位的兒童乘客乘車，超額之4歲以下小童必須繳付小童車費乘車。 - 持有「九巴月票」之乘客在車票有效期內，每日可享最多10程任何九龍巴士及龍運巴士路線（包括本路線，合資格車程只適用於九龍巴士／龍運巴士提供的班次；惟乘搭機場「A」及「NA」線則可享原價二七折優惠（不會計算每天10次合資格車程））；而B1線則可每日可享最多2程（不會計算每天10次合資格車程）。 - 九龍巴士、城巴、龍運巴士及陽光巴士全職員工及家屬（不包括外判職員）可免費乘搭本路線（陽光巴士員工及家屬只適用於九龍巴士提供的班次），惟必須拍職員或職員家屬八達通。 - 乘客亦可使用AlipayHK「易乘碼」、支付寶、WeChatHK／微信支付「搭車碼」、銀聯雲閃付「乘車碼」及BOC Pay「乘車碼」、具有感應式支付功能的JCB、卡美國運通、大來國際、Discover Card（只適用於九龍巴士／龍運巴士提供的班次）、VISA、Mastercard及銀聯卡，以及Apple Pay、Google Pay及Samsung Pay流動支付平台繳付車資。九巴班次的乘客使用上述付款方式，將只可享有與其他九巴路線／聯營路線九巴班次之轉乘優惠；城巴班次的乘客使用上述付款方式，將只可享有與其他城巴獨營路線或聯營線城巴班次之轉乘優惠。乘客亦不能享有「公共交通費用補貼計劃」及「長者及合資格殘疾人士公共交通票價優惠計劃」。 - 此路線不設分段收費。 |

## 行車路線

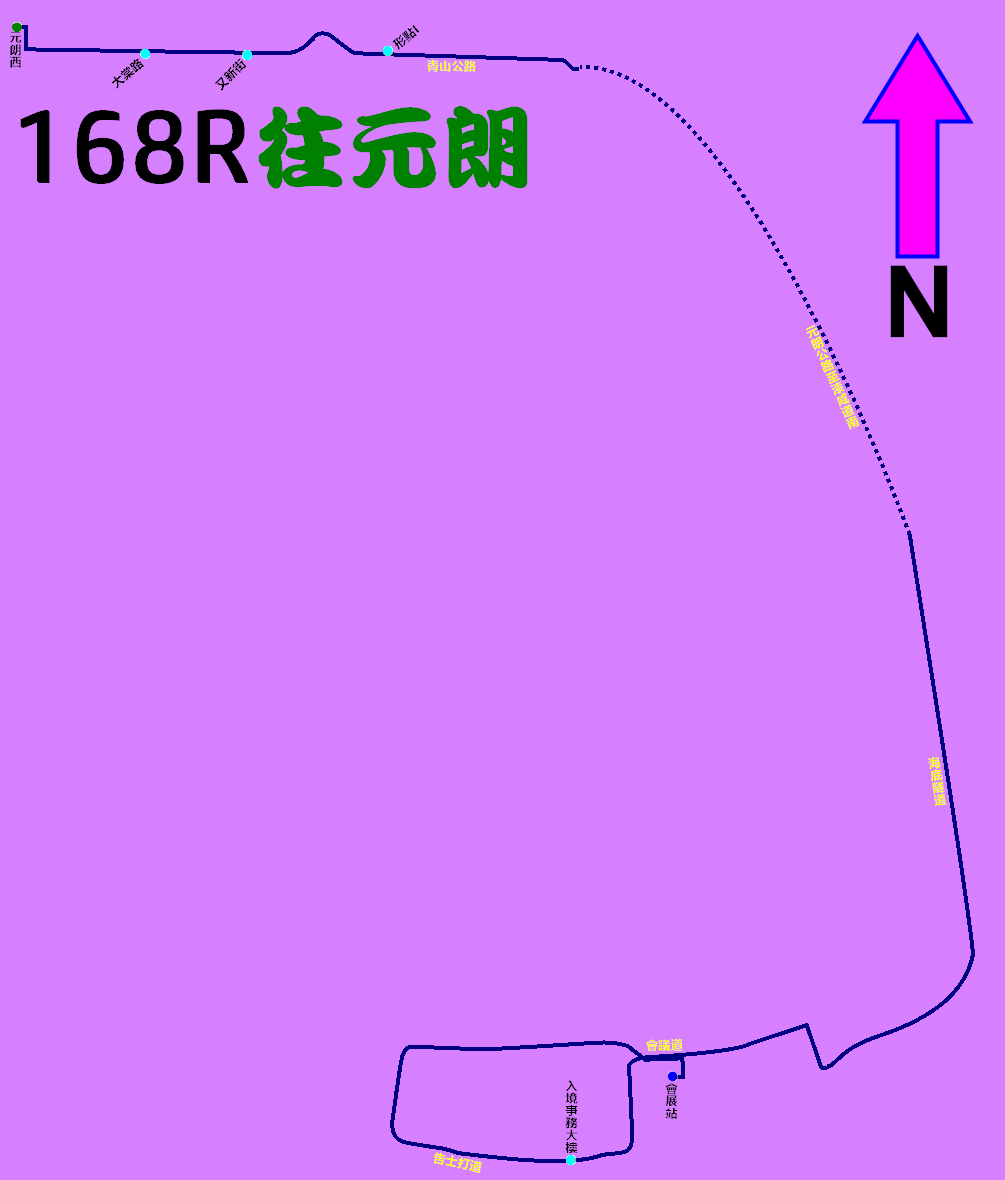
168R線的走線圖

途經：會議道、龍和道、分域碼頭街、告士打道、菲林明道、鴻興道巴士專綫、海底隧道、康莊道、漆咸道南、加士居道天橋、西九龍走廊、荔枝角道、葵涌道、荃灣路、屯門公路、青朗公路、元朗公路、博愛交匯處、青山公路－元朗段及擊壤路
| 1                                                                              | 會展站巴士總站     | 會展站公共運輸交匯處 |
| 2                                                                              | 入境事務大樓       | 告士打道             |
| 海底隧道至康莊道； 漆咸道南至荃灣路； 屯門公路； 大欖隧道至青朗公路； 元朗公路 |                    |                      |
| 3                                                                              | 形點 I             | 青山公路－元朗段     |
| 4                                                                              | 又新街             | 青山公路－元朗段     |
| 5                                                                              | 大棠路             | 青山公路－元朗段     |
| 6                                                                              | 元朗（西）巴士總站 | 元朗（西）巴士總站   |